# Droga wojewódzka 744
Die Droga wojewódzka 744 (DW 744) ist eine 45 Kilometer lange Droga wojewódzka (Woiwodschaftsstraße) in der polnischen Woiwodschaft Heiligkreuz
und der Woiwodschaft Masowien, die Radom mit Starachowice verbindet. Die Strecke liegt in der Kreisfreien Stadt Radom, im Powiat Radomski und im Powiat Starachowicki.

## Streckenverlauf
Woiwodschaft Masowien, Kreisfreie Stadt Radom
-  Radom (S 7, DK 7, DK 9, DK 12, DW 737, DW 740)

Woiwodschaft Masowien, Powiat Radomski
- Trablice
- Mazowszany
- Huta Mazowszańska
-  Parznice (DW 733)
-  Romanów (DW 733)
-  Maliszów (DW 733)
- Dąbrówka Warszawska
-  Wierzbica (DW 727)

Woiwodschaft Heiligkreuz, Powiat Starachowicki
- Osiny-Majorat
- Trębowiec Duży
- Mirzec
- Tychów Stary
-  Starachowice (DK 42, DW 756)